# Subversão de Vila Franca

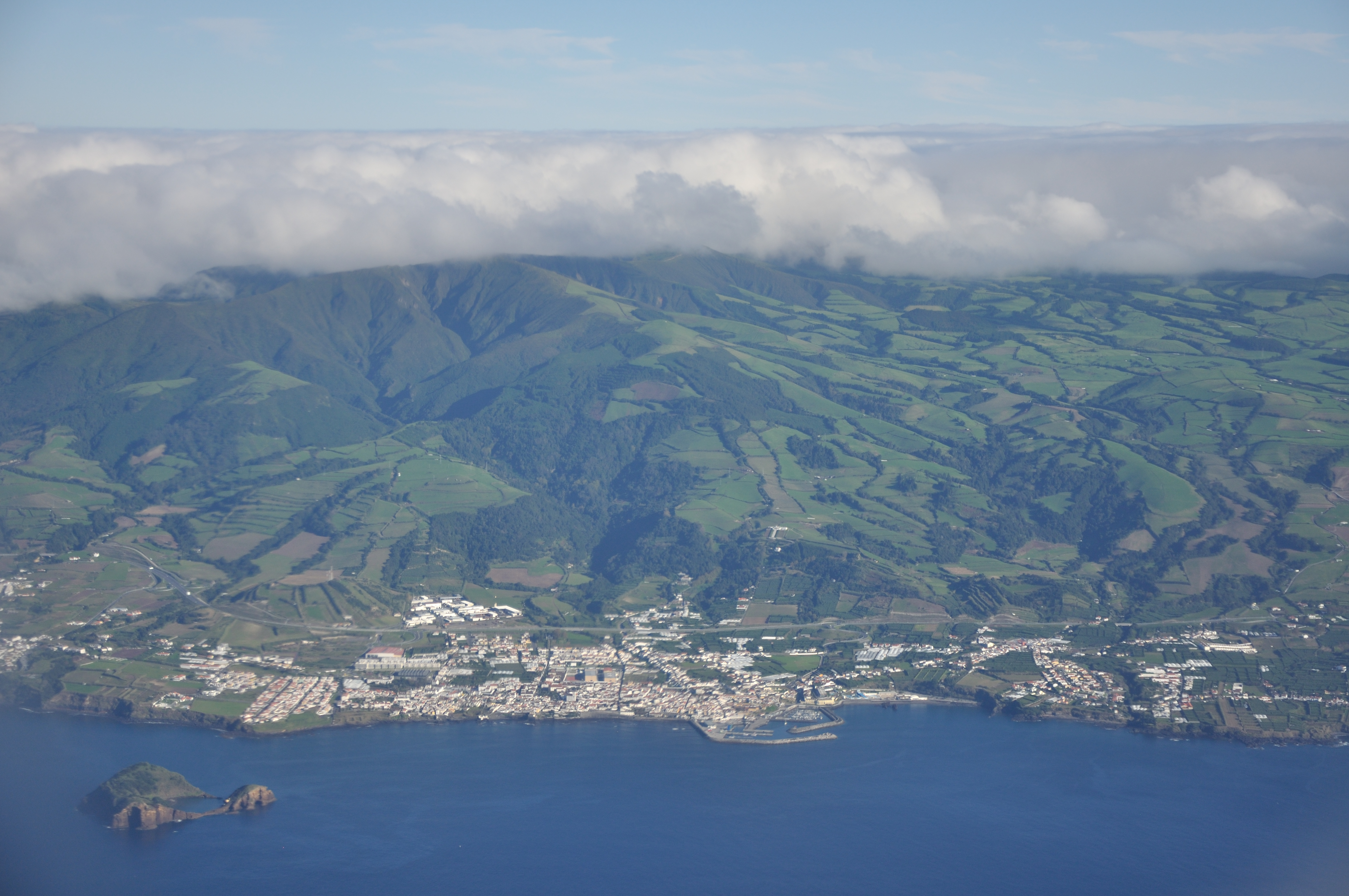
Panorama aéreo geral de Vila Franca do Campo (situada na planície junto à costa) visto de sul para norte, avistando-se as montanhas e o planalto do Maciço do Fogo em segundo plano, do lado esquerdo, perto da costa, avista-se o ilhéu de Vila Franca, do lado direito da fotografia, junto à costa, e um pouco separada do aglomerado de edifícios principal, também se avista a localidade e freguesia da Ribeira Seca (Vila Franca do Campo). O epicentro do terramoto teve origem nas montanhas a norte de Vila Franca do Campo, no Monte Escuro (na fotografia, área mais alta e nebulada a norte), o que provocou o grande deslizamento ou subversão de terras de parte das vertentes dos montes mais próximos e imediatamente a norte para as terras planas e baixas a sul, onde Vila Franca do Campo se situa. Notar que a vila original estava situada um pouco mais a nascente do que na atualidade (em parte do território da freguesia da Ribeira Seca).

Subversão de Vila Franca ou Terramoto de Vila Franca são as designações que na historiografia açoriana tradicionalmente se dá ao grande sismo que na noite de 21 para 22 de Outubro de 1522 provocou grandes movimentos de terra e destruição generalizadas das habitações na ilha de São Miguel, em especial em Vila Franca do Campo, então a capital da ilha. O sismo teve epicentro alguns quilómetros a NNW de Vila Franca, atingindo a localidade com intensidade máxima de grau X da Escala Macrossísmica Europeia de 1998, derrubou a maioria dos edifícios e desencadeou movimentos de vertente com origem nas encostas sobranceiras à vila que mobilizaram cerca de 6,75 milhões de metros cúbicos de material que formou um lahar que soterrou as ruínas do povoado. Em consequência estima-se que morreram de 3 000 e 5 000 pessoas na vila, a quase totalidade dos habitantes de então. Para além da destruição causada em Vila Franca do Campo, o terramoto atingiu as povoações vizinhas, com destaque para Ponta Garça, e o norte da ilha, com destaque para a Maia e Porto Formoso, onde também fez centenas de mortos. Um tsunami desencadeado pela entrada no mar do material carreado pelo deslizamento de terras causou a destruição de vários navios que estavam surtos junto ao ilhéu de Vila Franca e algumas dezenas de mortos (centenas segundo algumas crónicas). Gaspar Frutuoso, escrevendo cerca de 70 anos após a ocorrência, recolheu uma completa notícia dos eventos e um romance oral a eles referente.

## Os acontecimentos
Ao entre finais do século XV e as primeiras décadas do século XVI o povoado de Vila Franca do Campo foi-se afirmando paulatinamente como a capital da ilha de São Miguel. Elevada à categoria de sede de município em 1472, a vila era fixara as principais instituições civis e religiosas da ilha, sendo o local de residência do capitão do donatário na ilha e por consequência o centro das actividades da poderosa família Gonçalves da Câmara, que mais tarde obteria o título de condes de Vila Franca. A presença da alfândega e o abrigo relativo que o ilhéu de Vila Franca propicia ao seu porto, fez do povoado o local de partida e chegada dos navios que demandavam a ilha.
Sem nunca ter sofrido qualquer calamidade de monta, nem nunca ter experimentado a guerra, Vila Franca do Campo chegou a 1522 próspera e em franco desenvolvimento, fixando na sua malha nascente urbana cerca de 5 000 habitantes, cerca de 25% das 20 000 pessoas que se estima então viverem na ilha de São Miguel.
O povoado instalou-se no litoral da ilha, aproveitando a zona aplanada e de costa baixa que circunda a enseada sita entre a foz da Ribeira da Mãe de Água e a Ribeira Seca. Sobranceiros à vila ficam os contrafortes do maciço de Água de Pau, com dois montes, o Rabaçal e o Louriçal, separados pelo vale da Ribeira da Mãe de Água, a qual providenciava abundante abastecimento à vila. Frente à costa, a pouco mais de 600 m de distância, fica o ilhéu de Vila Franca, que além de fornecer um marco fácil de localizar pelas embarcações que demandavam a ilha, dava algum abrigo ao porto.
Dada a falta de material de onde se pudesse obter cal e a fraca qualidade dos barros da ilha, as construções eram de alvenaria de pedra solta, construída com dupla face e enchimento a cascalho. Apenas as casas mais abastadas e as fachadas principais dos melhores imóveis levavam um reboco em barro, de muito fraca consistência dadas as características dos materiais locais, que depois era caiado. A dificuldade em produzir localmente telha, levava a que apenas as casas mais abastadas e as igrejas tivessem telhado, contentando-se os populares com tectos de colmo recobertos com palha de trigo.
A elevada dureza das rochas basálticas levava a que as pedras fossem pouco aparelhadas, mantendo superfícies arredondadas que fragilizam a alvenaria, a que se juntava o elevado peso das paredes, resultando em construções muito vulneráveis ao derrubamento pela aceleração induzida pelos sismos.
Era esta a vila que assistiu a um calmo anoitecer no dia 21 de Outubro de 1522, quando, de acordo com o Romance de Vila Franca, 
... //Quarto de Lua seria://Era uma quarta-feira,//Quarta-feira triste dia,//E em a noite mais serena//Que o céu fazer podia,//Inda que corre Levante//Nada d’ele se sentia;//Não corre bafo de vento,//Nem folha d’árvore bolia,//Estrelado estava o céu,//Nuvem não o escurecia.
Aquela calma seria de pouca dura, já que pelas duas da madrugada, tempo local, de acordo com as Saudades da Terra de Gaspar Frutuoso, ... estando o céu estrelado e claro, sem aparecer nuvem alguma, se sentiu em toda a ilha um grandíssimo e espantoso tremor de terra, que durou por espaço de um credo, em que parecia que os elementos, fogo, ar e água, pelejavam no centro dela, fazendo-a dar grandes abalos, com roncos e movimentos horrendos, como ondas de mar furioso, parecendo a todos os moradores da ilha que se virava o centro dela para cima e que o céu caía. E acabando o espaço do credo ou de um pater-noster e ave-maria a todo o mais, e ainda não foi tanto, tornou outra vez a tremer mais brandamente outro tanto. Durante a madrugada e até ao meio-dia do fatídico 22 de Outubro, as réplicas foram muitas e rijas.
O grande sismo, que a tecnologia actual permite estimar ter tido epicentro a alguns quilómetros a NNW da vila, na zona do Monte Escuro, e ter nela atingido grau X da EMS-98, desencadeou movimentos de massa generalizados por toda a ilha, provavelmente devido aos solos se encontrarem então saturados de água em resultado de chuvas intensas ocorridas nos dias anteriores. Aliás, os terrenos vulcânicos, em particular os constituídos por materiais piroclásticos de baixa densidade, como são os profundos depósitos pomíticos que constituem as encostas do Maciço de Água de Pau, por estimulação sísmica são em extremo propícios a gerar grandes movimentos de massa, autênticos lahars. Veja-se o que ocorreu na encosta NE da Caldeira do Faial aquando do sismo de Julho de 1998.
Ainda nas palavras de Gaspar Frutuoso, os movimentos de massa foram generalizados e de volume assustador: ... não houve grota nenhuma, assim da parte sul como do nordeste, por onde não corressem ribeiras de lodo. Entre as múltiplas derrocadas verificadas, que também fizeram vítimas noutros lugares da ilha, em especial na Maia, destaca-se a gigantesca avalanche de lodo que desceu das encostas do Monte Rabaçal, seguindo o curso da Ribeira da Mãe de Água e depois espraiando-se sobre toda a vila. Diz Gaspar Frutuoso: ... da ribeira para a parte do oriente, onde estava a vila, tudo foi assolado e os moradores todos quase mortos. Somente da mesma ribeira para o poente, escaparam algumas casas, a maioria delas caídas, onde ficaram vivas até 70 pessoas pouco mais ou menos, as quais todas começaram a dar grandes gritos, chamando por Deus e outros por Santa Maria.... 
A massa de lodo soterrou o porto e entrou mar adentro, arrastando muita gente consigo e gerando um tsunami que destruiu as embarcações que ali estavam surtas. Ainda nas palavras de Gaspar Frutuoso: ... havia no porto então quatro ou cinco navios abrigados no ilhéu para partirem para Portugal, o que foi causa de morrer mais gente ali onde se ajuntava de toda a ilha para fazer aquela viagem.
Um estudo recente dos depósitos resultantes dos movimentos de vertente de 1522 permite estimar que a escoada de detritos que soterrou Vila Franca teve origem nas cabeceiras da Ribeira da Mãe d’Água, a NW de Vila Franca, ao sul do Pico da Cruz, então o Monte Rabaçal. A partir de uma face de rotura esventrada para SSE libertaram-se cerca de 6,75 milhões de metros cúbicos de detritos que correram ao longo da ribeira, com uma velocidade que hoje se estima ser de 1 a 3 m/s, atingindo em poucos minutos o centro da vila e recobrindo-o completamente. A corrente de alta densidade assim gerada arrasou as construções ainda existentes e carreou tudo o que encontrou, incluindo os infelizes vilafranquenses, até ao mar.
Outra torrente, embora de menor dimensão, gerou-se nas cabeceiras da Ribeira Seca, percorrendo o seu leito e espraiando-se sobre o arrabaldes leste da vila, na zona que corresponde à actual parte ocidental da freguesia de Ribeira Seca.
As consequências foram trágicas: entre 3 000 e 5 000 mortos só na vila, a maior parte dos quais soterrados em lama ou arrastados ao mar pela avalanche. Toda a parte central da vila ficou soterrada e o porto desapareceu sob uma espessa camada de pedra-pomes. Novamente a descrição de Gaspar Frutuoso é eloquente: ... e sendo já dia claro, se ajuntaram algumas pessoas que viviam pelos montes e nas quintas, e os que ficaram vivos no arrabalde, espantados todos dos grandes tremores e estrondos que ouviram; e vendo a vila no estado em que se encontrava, pasmavam. Muitas pessoas de toda a ilha que ali tinham as suas casas, parentes, amigos e conhecidos, mandaram cada um cavar onde lhes soía, uns para tirar os corpos dos mortos, outros para ver se achavam dinheiro e alfaias que tinham em suas casas, outros para fazer o mesmo aos corpos e haveres dos seus parentes e conhecidos. E assim se cavava em  muitas partes da vila, e uns achavam mortos pelas ruas e outros em suas casas e leitos, entre os quais achavam alguns vivos. E conclui: ... Em uma só triste noite foram acabadas muitas vidas e ficou tudo tão coberto, que nem nobres casas, nem altos edifícios, nem sumptuosos templos, nem nobres ou vulgares pessoas pela manhã apareceram, ficando tudo raso e chão, sem sinal nem mostra de onde a vila estivera.
Esta catástrofe, que ficou conhecida pela subversão de Vila Franca, marcou profundamente o desenvolvimento da ilha de São Miguel, fazendo migrar o centro político e económico para a nascente vila de Ponta Delgada, que em breve seria a capital de ilha e continuaria a crescer até ser hoje maior cidade açoriana e o principal centro político e económico de todo o arquipélago. Não fora o terramoto e esse papel caberia a Vila Franca, vila melhor situada e com um melhor porto natural.